# Mario Molina (ilustrador)
Mario «Pepo» Molina (Lima, 1959–Lima, 21 de febrero de 2023) fue un ilustrador, historietista, caricaturista y humorista gráfico peruano.
Fue colaborador en los diarios La República, Expreso, La Crónica y El Comercio y semanarios como la revista Caretas, El Idiota Ilustrado y Monos y monadas en Perú, entre otros. Dentro de sus influencias Molina destacó que se encuentran Astérix el Galo y las historietas de Fontanarrosa. En septiembre de 2021 publicó la novela gráfica En la cara no en colaboración con el escritor Óscar Malca.

## Biografía
Su pasión por el dibujo se inició cuando desde niño cuando estudiaba en el colegio Franco Peruano de Lima, en donde conoció historietas francófonas como Astérix el Galo, El teniente Blueberry y Las aventuras de Tintín. Estudió la carrera de Ciencias de la Comunicación en la Universidad de Lima. Cuando tenía 18 años, en 1977, elaboró sus primeros dibujos para la revista Caretas. Su primeras historietas las desarrolló en La Crónica en 1986 cuando creó el personaje Fémina. Desde 1991 se dedicó principalmente al humor político en Gestión, luego en los diarios El Comercio y finalmente desde el 2016 en La República.
En el diario Ojo publicó la historieta Anita de 1991 a 1992, con base en la obra ganadora del concurso de historieta organizado por la revista La Tortuga. Sus obras participaron en muestras en Bélgica, España y Panamá.

## Publicaciones
Dentro de sus publicaciones, destacan:
- 1992. Anita
- 1992. Genio y figura de los arequipeños
- 1995. El Secreto de las Pampas de Nazca, con guion de Luis Freire
- 2021. En la cara no, con guion de Óscar Malca

En 2000 ilustró el libro de Rafo León titulado Antología de la China Tudela y en 2006 el libro Aspavientos de Alejandro Susti.